# 丹波大山駅
丹波大山駅（たんばおおやまえき）は、兵庫県丹波篠山市西古佐字森田ノ坪にある、西日本旅客鉄道（JR西日本）福知山線の駅である。
当駅より以北はアーバンネットワークや「JR宝塚線」の愛称区間から外れる。

## 歴史
味間村初代村長・森六兵衛が自分の土地を無償提供して説得と誘致を進め、当駅の設置に至った。1915年（大正4年）、村民が駅を見下ろす丘に森の功徳碑を建てた。
旧・西紀町に最も近い駅であり、無人化する以前は貨物の集配も行い、人々に利用されていた。

### 年表
- 1899年（明治32年）5月25日：阪鶴鉄道の篠山駅（現在の篠山口駅） - 柏原駅間延伸により、大山駅（おおやまえき）として開業[1][2]。旅客・貨物取扱開始[2]。
- 1907年（明治40年）8月1日：鉄道国有法により国有化され、帝国鉄道庁の駅になる。
- 1909年（明治42年）10月12日：線路名称制定。阪鶴線所属駅となる。
- 1912年（明治45年）3月1日：線路名称改定。阪鶴線の福知山駅以南が福知山線に改称し、当駅もその所属となる。
- 1917年（大正6年）5月1日：丹波大山駅に改称[1][2]。
- 1962年（昭和37年）3月1日：貨物取扱廃止[2]。
- 1982年（昭和57年）：駅舎改築[1]。
- 1973年（昭和48年）4月1日：荷物扱い廃止[4]。駅員無配置駅となる[5]。運転扱い要員は継続配置[6]。
- 1987年（昭和62年）4月1日：国鉄分割民営化に伴い、西日本旅客鉄道の駅となる[2]。
- 1992年（平成4年）4月1日：篠山口鉄道部発足により、その管轄となる。
- 2009年（平成21年）6月1日：篠山口鉄道部廃止に伴い福知山支社直轄に戻され、篠山口駅の被管理駅となる。
- 2021年（令和3年）3月13日：ICカード「ICOCA」の利用が可能となる[7]。
- 2022年（令和4年）10月1日：組織改正により、全線が近畿統括本部福知山管理部の管轄になり、福知山駅の被管理駅となる。

## 駅構造
1面2線の島式ホームを持つ地上駅で、列車交換が可能な停車場に分類される。。ホームは駅舎に接しておらず、ホームへは北端の跨線橋を渡る必要がある。
福知山駅が管理する無人駅で、駅舎内に近距離乗車券用の自動券売機が設置されている。2021年3月13日にICOCAなどの交通系ICカードに対応した。
トイレは駅前に自治体管理の男女別水洗（他目的トイレ併設）のものがある。

### のりば
| のりば | 路線     | 方向 | 行先             |
| ------ | -------- | ---- | ---------------- |
| 1・2   | 福知山線 | 下り | 福知山方面       |
| 1・2   | 福知山線 | 上り | 篠山口・三田方面 |

- 1番のりばを上下本線とした一線スルーの配線で、大半の停車する列車は上下線を問わず、1番のりばを使用する。2番のりばは、行き違いを行う普通列車のみが発着する。
- 列車運転指令上での番線番号は、案内上ののりば番号とは逆になっており、2番のりばの方が「1番線」と扱われている。

## ダイヤ
日中は1時間当たり、隣の篠山口駅発着の普通が1本停車する。朝晩には大阪駅発着の列車の設定もある。

## 利用状況
「兵庫県統計書」によると、2016年（平成28年）度の1日平均乗車人員は105人である。
近年の1日平均乗車人員は以下の通りである。
| 年度   | 1日平均 乗車人員 |
| ------ | ---------------- |
| 1998年 | 256              |
| 1999年 | 250              |
| 2000年 | 252              |
| 2001年 | 227              |
| 2002年 | 201              |
| 2003年 | 208              |
| 2004年 | 186              |
| 2005年 | 178              |
| 2006年 | 169              |
| 2007年 | 165              |
| 2008年 | 142              |
| 2009年 | 135              |
| 2010年 | 133              |
| 2011年 | 128              |
| 2012年 | 123              |
| 2013年 | 116              |
| 2014年 | 114              |
| 2015年 | 116              |
| 2016年 | 105              |

## 駅周辺
駅前に古くからの住宅地があり、南に離れた住吉台地区にニュータウンが形成されているが当駅の列車本数が少ないためマイカー・バスを使用し隣の篠山口駅を利用する住民が多い。
- 西古佐郵便局
- 西古佐公民館
- 丹波並木道中央公園
- 国道176号
- 兵庫県道36号西脇篠山線
- 舞鶴若狭自動車道
- 篠山川

### バス路線
北西の国道176号沿い（兵庫県立丹波並木道中央公園入口付近）にウイング神姫が発着している。バス停の名称は「丹波大山駅前」であるが、そのバス停は駅から少し離れた所にある。
- 3系統：篠山口駅行き/草山温泉行き

## 隣の駅
西日本旅客鉄道（JR西日本）
 福知山線
■丹波路快速・■普通
篠山口駅（JR-G69） - 丹波大山駅 - 下滝駅